# Degrassi : La Nouvelle Génération
Les Années collège Degrassi : La Nouvelle Promo
Degrassi : La Nouvelle Génération puis Degrassi, nouvelle génération (Degrassi: The Next Generation puis Degrassi) est une série télévisée canadienne en 385 épisodes de 25 minutes créée par Yann Moore et Linda Schuyler, et diffusée à partir du 14 octobre 2001 sur le réseau CTV, puis après neuf saisons, sur MuchMusic, devenant Degrassi, puis dès la treizième saison, sur MTV Canada, jusqu'au 2 août 2015.
En France, les premières saisons ont été diffusées à partir du 29 juin 2002 sur France 2, puis la série a été déplacée sur June / Elle Girl TV, à l'époque Filles TV, sur laquelle elle est diffusée jusqu'en 2017 et rediffusée en 2020 sur MCM. Elle fut également rediffusée dès 2010 sur Direct Star. Au Québec, elle a été diffusée à partir du 26 septembre 2002 sur TFO et à partir du 21 décembre 2002 sur VRAK.TV. Elle a aussi été diffusée partiellement en Belgique sur Club RTL et en Suisse sur TSR 2.
La série est un spin-off de la série télévisée Les Années collège (ou Degrassi au Québec) diffusée de 1987 à 1991 au Canada.
Une nouvelle série dérivée, Degrassi : La Nouvelle Promo, est diffusée depuis le 4 janvier 2016 sur Family et à l'international sur Netflix.

## Synopsis
Degrassi : La Nouvelle Génération (saison 1-9) : Joey, Spike, Snake et Caitlin, les héros des Années collège ont grandi. Désormais, Snake est proviseur après avoir aussi été professeur à Degrassi. Et Spike a une fille, Emma, âgée de 12 ans au début de la série. Entre copains Manny, Tobby, J. T., Liberty, Sean, Emma, Ashley, Paige, Hazel, Terri, Spinner et Jimmy, forment la nouvelle bande de Degrassi : La Nouvelle Génération et s'assoient sur les mêmes bancs d'école que leurs parents. Pour eux tous, comme pour leurs aînés, l'amitié est la valeur sûre pour affronter tous les problèmes, chagrins d'amour ou violences familiales, pertes de repères ou maladies graves, la drogue, le racisme, l'image de soi, l'homosexualité…
Degrassi (saison 10-14) : Degrassi est de retour, mais cette fois-ci avec des nouveaux personnages (Adam, Bianca, Eli…). Nouveaux personnages dit nouveaux problèmes. Comme toujours, l'amitié est indispensable pour ces jeunes afin qu'ils règlent leurs différends tels que : l'orientation sexuelle, la grossesse, la cyberintimidation, le harcèlement sexuel, le suicide, la mort, le cancer, etc.

## Fiche technique
- Titre original : Degrassi: The Next Generation (Saison 1-9), Degrassi (Saison 10-13)
- Titre français : Degrassi : La Nouvelle Génération ; Degrassi, nouvelle génération (titre alternatif)
- Création : Yan Moore, Linda Schuyler, Kit Hood
- Scénario : Yan Moore, Aaron Martin, Tassie Cameron, Sean Jara, Shelley Scarrow (supervision)
- Direction artistique : Stephen Stanley
- Costumes : Melanie Jennings
- Musique : Jim McGrath
- Production : Stephen Stohn, David Lowe, Linda Schuyler
- Société de production : Epitome Pictures
- Pays :  Canada
- Langue : anglais
- Format : Couleurs - 16 mm puis HDTV - 1,78:1 - son stéréo
- Nombre d'épisodes : 385 (14 saisons)
- Durée : 25 minutes
- Dates de première diffusion :  Canada : 14 octobre 2001 ;  France : 29 juin 2002

## Distribution
| Acteur                  | Rôle                            | Régulier             | Récurrent            | Invité         | Voix françaises                                                                                     |
| ----------------------- | ------------------------------- | -------------------- | -------------------- | -------------- | --------------------------------------------------------------------------------------------------- |
| Raymond Ablack          | Sav Bhandari                    | saisons 8 à 11.5     | saison 7             |                | Thomas Sagols (saisons 1 à 7) Aurélien Ringelheim (saisons 8 à 11)                                  |
| Dalmar Abuzeid          | Danny Van Zandt                 | saisons 7 à 9        | saisons 4 à 6        |                | Odile Schmitt (saisons 4 à 6) Vincent de Bouard (saisons 7 à 9)                                     |
| Charlotte Arnold        | Holly J. Sinclair               | saisons 7 à 11       |                      | saison 11.5    | Karl-Line Heller                                                                                    |
| Craig Arnold            | Luke Baker                      | saison 12 à 14       |                      |                | Arnaud Laurent                                                                                      |
| Shanice Banton          | Marisol Lewis                   | saisons 11 et 12     |                      | saison 10      | |
| Sarah Barrable-Tishauer | Liberty Van Zandt               | saisons 1 à 8        |                      | saison 9       | Sylvie Jacob                                                                                        |
| Steve Belford           | Jesse Stefanovic                |                      | saisons 6 et 7       |                | |
| Luke Bilyk              | Drew Torres                     | saisons 10 à 14      |                      |                | Adrien Larmande                                                                                     |
| Paula Brancati          | Jane Vaughn                     | saisons 7 à 9        |                      |                | Anouck Hautbois                                                                                     |
| John Bregar             | Dylan Michalchuk                |                      | saisons 3 à 6        |                | Alexandre Gillet                                                                                    |
| Stefan Brogren          | Archibald « Snake » Simpson     | saisons 1 à 14       |                      |                | Alexis Victor (saison 1) Bruno Carna (saisons 2 à 6) Patrice Baudrier (saisons 7 à 14)              |
| James Edward Campbell   | Mark « Fitz » Fitzgerald        |                      | saisons 9 et 10      |                | Luc Arden                                                                                           |
| Deanna Casaluce         | Alex Nunez                      | saisons 5 et 6       | saisons 3 et 4       | saison 7       | Chloé Berthier                                                                                      |
| Munro Chambers          | Eli Goldsworthy                 | saisons 10 à 14      |                      |                | Rémi Caillebot                                                                                      |
| Annie Clark             | Fiona Coyne                     | saisons 9 à 12       |                      |                | Isabelle Desplantes Sarah Marot                                                                     |
| Daniel Clark            | Sean Cameron                    | saisons 1 à 4 et 6   |                      | saison 7       | Maël Davan-Soulas                                                                                   |
| Lauren Collins          | Paige Michalchuk                | saisons 1 à 7        |                      | saison 8       | Fily Keita                                                                                          |
| Ryan Cooley             | J. T. Yorke                     | saisons 1 à 6        |                      |                | Arthur Pestel                                                                                       |
| Ishan Davé              | Linus                           |                      |                      | saison 5       | Adrien Solis                                                                                        |
| Melissa DiMarco         | Daphne Hatzilakos               | saisons 5 à 7        | saisons 3, 4 et 9    | saisons 2 et 8 | Chantal Baroin                                                                                      |
| Nina Dobrev             | Mia Jones                       | saisons 7 et 8       | saison 6             | saison 9       | Christelle Lang                                                                                     |
| Marc Donato             | Derek Haig                      | saisons 7 et 8       | saisons 5 et 6       |                | Luc Arden                                                                                           |
| Sam Earle               | K.C. Guthrie                    | saisons 8 à 12       |                      |                | Bruno Méyère                                                                                        |
| Ephraim Ellis           | Rick Murray                     |                      | saisons 3 et 4       |                | Yoann Sover                                                                                         |
| Mazin Elsadig           | Damian Hayes                    | saison 7             | saison 6             |                | Fabrice Trojani                                                                                     |
| Jake Epstein            | Craig Manning                   | saisons 2 à 5        | saison 6             | saisons 7 et 8 | Hervé Rey                                                                                           |
| Dylan Everett           | Campbell «Cam» Saunders         | saison 12            |                      |                | Arnaud Laurent                                                                                      |
| Stacey Farber           | Ellie Nash                      | saisons 3 à 7        | saison 2             | saison 8       | Marie-Eugénie Maréchal                                                                              |
| Sarah Fisher            | Becky Baker                     | saison 12 à 14       |                      |                | Corinne Martin                                                                                      |
| Jahmil French           | Dave Turner                     | saisons 9 à 12       | saison 13            |                | Thierry Bourdon                                                                                     |
| Jake Goldsbie           | Toby Isaacs                     | saisons 1 à 5        | saisons 6 et 7       | saison 8       | Hervé Grull                                                                                         |
| Ana Golja               | Zoë Rivas                       | saison 13 et 14      |                      |                | Jennifer Fauveau                                                                                    |
| Nikki Gould             | Grace Cardinal                  | saison 13 et 14      |                      |                | Pascale Chemin                                                                                      |
| Aubrey Graham (Drake)   | Jimmy Brooks                    | saisons 1 à 7        |                      | saison 8       | Yann Le Madic                                                                                       |
| Shenae Grimes           | Darcy Edwards                   | saisons 6 et 7       | saisons 4 et 5       | saison 8       | Laëtitia Godès                                                                                      |
| Nigel Hamer             | Jeff Isaacs                     |                      | saisons 1 et 2       |                | |
| Kristen Holden-Ried     | Scott Cameron                   |                      | saisons 1 à 3        |                | |
| Ricardo Hoyos           | Zigmung « Zig » Novak           | saisons 11.5 à 14    |                      |                | Adrien Solis                                                                                        |
| Jordan Hudyma           | Blue Chessex                    | saisons 8 et 9       |                      |                | Bruno Méyère                                                                                        |
| Christopher Jacot (en)  | Matt Oleander                   |                      | saisons 4 et 5       |                | Vincent de Bouard                                                                                   |
| Judy Jiao               | Leia Chang                      | saisons 8 à 10.5     |                      |                | Olivia Dutron                                                                                       |
| Jamie Johnston          | Peter Stone                     | saisons 5 à 9        | saison 10.5          |                | Chloé Berthier                                                                                      |
| Alicia Josipovic        | Bianca De Sousa                 | saisons 10 à 12      | saison 13            |                | Lauréline Romuald                                                                                   |
| Demetrius Joyette       | Mike « Dallas » Dallas          | saisons 12 à 14      |                      |                | Thierry D'Armor                                                                                     |
| Michael Kinney          | le coach Darryl Armstrong       |                      | saisons 1 à 14       |                | Lionel Tua (15 ép., saisons 1 et 2) Érik Colin (53 ép., saisons 3 à 12) ? (5 ép., saisons 13 et 14) |
| Argiris Karras          | Riley Stavros                   | saisons 8 à 11.5     |                      |                | Luc Mittéran                                                                                        |
| Daniel Kelly            | Owen Milligan                   | saisons 10.5 à 12    | saison 10            |                | Tristan Petitgirard                                                                                 |
| Justin Kelly            | Jake Martin                     | saisons 11 et 12     |                      |                | Olivier Jankovic                                                                                    |
| Andre Kim               | Winston « Chewy » Chu           | saison 13 et 14      |                      |                | Adrien Solis                                                                                        |
| Kevin Jubinville        | Principal Sheppard              |                      | saisons 8 et 9       |                | Érik Colin                                                                                          |
| Shane Kippel            | Gavin « Spinner » Mason         | saisons 1 à 9        |                      | saison 14      | Romain Redler                                                                                       |
| Shannon Kook-Chun       | Zane Park                       | saisons 10.5 et 11.5 | saison 10            | saison 9       | |
| Katie Lai               | Kendra Mason                    |                      | saisons 2 et 3       |                | |
| Cory Lee                | Winnie Oh                       | saisons 10 à 14      |                      |                | Solange Boulanger                                                                                   |
| Lyle Lettau             | Tristan Milligan                | saisons 11.5 à 14    |                      | saison 11      | Olivier Podesta                                                                                     |
| Andrea Lewis            | Hazel Aden                      | saisons 3 à 5        | saisons 1 et 2       |                | Catherine Desplaces                                                                                 |
| Landon Liboiron         | Declan Coyne                    | saisons 9 et 10      |                      |                | Adrien Solis                                                                                        |
| Mike Lobel              | Jay Hogart                      | saisons 5 à 7        | saisons 3, 4, 8 et 9 |                | Olivier Podesta                                                                                     |
| Linlyn Lue              | Madame Kwan                     |                      | saisons 1 à 9        |                | Solange Boulanger                                                                                   |
| Jajube Mandiela         | Chantay Black                   | saisons 8 à 11.5     | saisons 4 à 7        |                | Delphine Braillon                                                                                   |
| Pat Mastroianni         | Joey Jeremiah                   | saisons 2 à 5        |                      | saison 1       | Stéphane Miquel                                                                                     |
| Miriam McDonald         | Emma Nelson                     | saisons 1 à 9        |                      |                | Ophélie Ropion (saison 1) Catherine Privat (saisons 2 à 9)                                          |
| Melissa McIntyre        | Ashley Kerwin                   | saisons 1 à 4        | saisons 6 et 7       | saison 5       | Béatrice Bruno                                                                                      |
| Tom Melissis            | Dom Perino                      |                      | saisons 2 à 14       |                | Olivier Cordina                                                                                     |
| Ramona Milano           | Audra Torres                    |                      | saisons 10 à 14      |                | |
| Marc Minardi            | Lucas Valieri                   |                      |                      | saisons 7 et 8 | Fabrice Fara                                                                                        |
| Stacie Mistysyn         | Caitlin Ryan                    | saisons 3 à 5        | saisons 1 et 2       | saison 7       | Sybille Tureau                                                                                      |
| Daniel Morrison         | Chris Sharpe                    |                      | saisons 3 à 5        |                | Lionel Melet                                                                                        |
| Samantha Munro          | Anya MacPherson                 | saisons 8 à 11.5     | saison 7             |                | Jennifer Fauveau                                                                                    |
| Dwain Murphy            | Eric                            |                      | saisons 6 et 7       |                | Franck Torjdman                                                                                     |
| Jacob Neayem            | Mohammed « Mo » Mashkour        | saisons 11.5 à 12    | saison 11            | saison 9       | |
| Eric Osborne            | Miles Hollingworth III          | saison 13 et 14      |                      |                | Bruno Méyère                                                                                        |
| Scott Paterson          | Johnny DiMarco                  | saisons 8 et 9       | saisons 6 et 7       | saison 10      | Thierry Monfray                                                                                     |
| Aislinn Paul            | Clare Edwards                   | saisons 8 à 14       | saisons 6 et 7       |                | Frédérique Marlot                                                                                   |
| Jennifer Podemski       | Chantel Sauvé                   |                      | saisons 2 à 10       |                | |
| Cristine Prosperi       | Imogen Moreno                   | saisons 11 à 14      |                      |                | Ilana Castro                                                                                        |
| Maria Ricossa           | Kate Kerwin                     |                      | saisons 1 à 4        |                | |
| Shawn Roberts           | Dean Walton                     |                      |                      | saisons 2 et 4 | |
| Chloe Rose              | Katie Matlin                    | saisons 11 et 12     | saison 13            |                | |
| Adamo Ruggiero          | Marco Del Rossi                 | saisons 3 à 7        | saison 2             | saisons 8 et 9 | Paolo Domingo (saisons 1 à 5) Brice Ournac (saisons 6 à 9)                                          |
| Damon Runyan            | Coach Carson                    |                      | saison 9             |                | |
| A. J. Saudin            | Connor Deslauriers              | saisons 8 à 14       |                      |                | Odile Schmitt                                                                                       |
| Christina Schmidt       | Terri McGreggor                 | saisons 1 à 3        |                      |                | Barbara Beretta                                                                                     |
| Olivia Scriven          | Maya Matlin                     | saisons 11.5 à 14    |                      |                | Caroline Combes                                                                                     |
| Melinda Shankar         | Allia « Alli » Bhandari         | saisons 8 à 14       |                      |                | Kelly Marot                                                                                         |
| Alex Steele             | Angela Jeremiah Tori Santamaria | saisons 11.5 à 12    | saisons 1 à 5        |                | ? Fanny Bloc                                                                                        |
| Cassie Steele           | Manuela « Manny » Santos        | saisons 1 à 9        |                      |                | Caroline Lallau (saisons 1 à 5) Céline Ronté (saisons 6 et 7) Christine Pâris (saisons 8 et 9)      |
| Nathan Stephenson       | Griffin Pierce-Taylor           |                      | saison 7             |                | |
| Amanda Stepto           | Christine « Spike » Nelson      | saisons 3 à 7        | saisons 1 et 2       | saisons 8 et 9 | Catherine Privat                                                                                    |
| Joy Tanner              | Lara Coyne                      |                      | saisons 9 à 12       |                | |
| Jordan Todosey          | Adam Torres                     | saisons 10 à 13      |                      |                | Nathalie Bienaimé                                                                                   |
| Jessica Tyler           | Jenna Middleton                 | saisons 9 à 14       |                      |                | Nathalie Bleynie                                                                                    |
| Spencer Van Wyck        | Wesley Betenkamp                | saisons 10 et 11     |                      | saison 9       | |
| Mishu Vellani           | Madame Bhandari                 |                      | saisons 8 à 14       |                | |
| Terra Vnesa             | Trina                           |                      |                      | saisons 7 et 8 | |
| Sara Waisglass          | Frankie Hollingsworth           | saisons 13 et 14     |                      |                | Cleo Tellier                                                                                        |
| Evan Williams           | Kelly Ashoona                   | saison 8             |                      | saison 9       | |
| Niahm Wilson            | Jack                            | saisons 13 et 14     |                      |                | Lise Herbin                                                                                         |
| Dan Woods               | Daniel « Dan » Raditch          | saisons 1 à 4        |                      |                | Gérard Sergue                                                                                       |
| Natty Zavitz            | Bruce                           | saisons 8 et 9       | saison 7             |                | Tony Marot                                                                                          |

Le personnage de Heather Sinclair est souvent mentionnée, mais n'est jamais apparue.

## Personnages (Saisons 1-9)

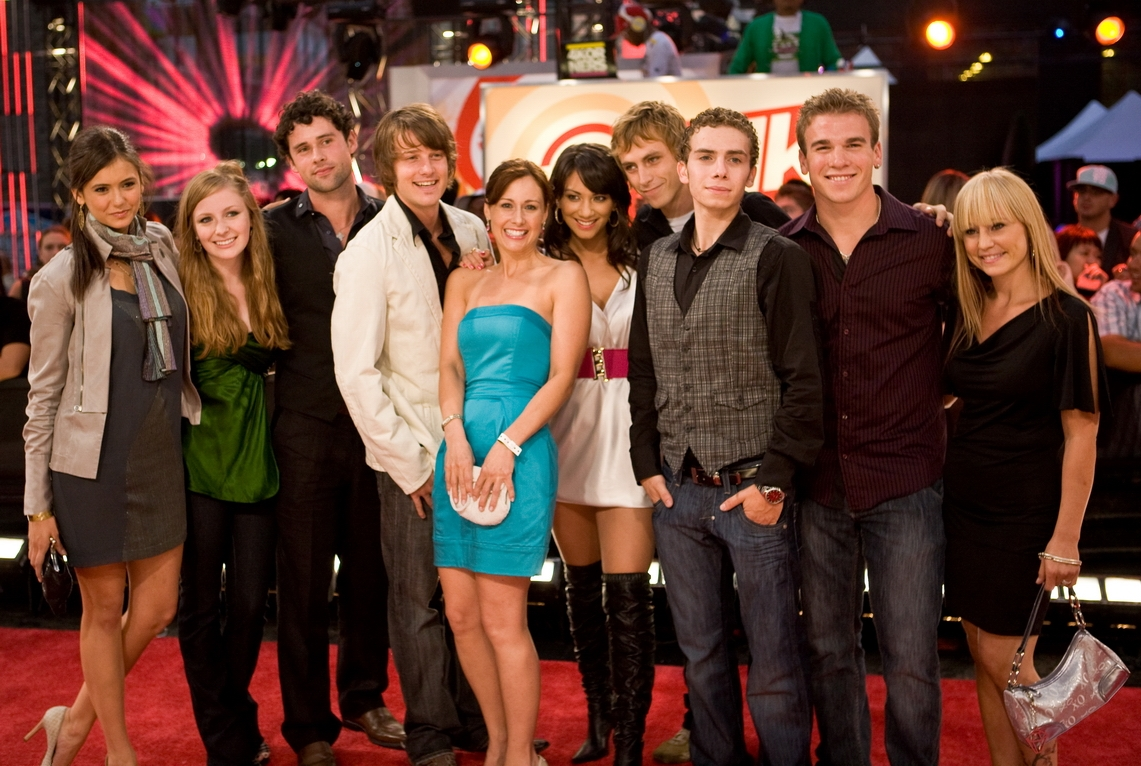
Les acteurs de la saison 8

- Gavin « Spinner » Mason : tyran inné, Spinner compense son manque de cerveau en étant méchant avec tous les plus faibles que lui, surtout ceux de cinquième. Bras droit de Jimmy, il est le Yin et Jimmy est le Yang : bien moins attirant, brutal et nerveux avec les filles. Mais comme la plupart des mauvais garçons, sa personnalité effrontée a quelque chose d'attirant. Il est difficile de ne pas l'aimer. C'est le chef de l'équipe de basket. Spinner a aussi de l'affection cachée pour ses jeunes sœurs. Dans la troisième saison, il va sortir avec Paige, une belle histoire d'amour qui va le rendre beaucoup plus gentil, moins brutal, on va le découvrir sous un autre jour, attachant et romantique. Il va ensuite avoir une brève relation avec Manny Santos. Dans la saison 4 il va être plus proche de Jay, ils vont avec Alex faire un plan pour faire honte à Rick en public, ils vont verser un liquide avec des plumes, et vont lui faire croire que c'est Jimmy qui l'a versé, c'est comme ça que Rick tirera sur Jimmy, ce dernier découvrira qu'il est en fauteuil roulant par la faute de Spinner ils ne se parleront pas jusqu'à la fin de la saison 5. Dans la saison 5, il va sortir avec Darcy, leur relation tiendra longtemps mais Darcy compte rester vierge jusqu'au mariage ils vont rencontrer des problèmes, pendant sa relation avec Darcy il couchera avec Paige, Darcy le quittera. Par la suite il sortira avec Jane qui le trompera avec Declan. À la fin de la saison 9 Spinner se marie avec Emma. C'est l'un des seuls personnages parmi la promotion 2006-2007 à être encore présent lors des saisons 10 à 14.

- Sean Cameron : ténébreux et réfléchi, mais parfois un peu violent, Sean est trop retiré de la société de Degrassi pour être relié à ses camarades. Dans certains cas graves, Sean a tendance à exploser d'une colère qu'il garde au plus profond de lui. Son look fait croire aux autres élèves qu'il est un rebelle, un inadapté, mais en réalité, il est bien plus que ça. Il y a trois ans et demi, les parents de Sean avaient déménagé à Wasaga Beach pour y vivre, mais Sean a fréquenté un milieu de criminels et a dû être envoyé à Toronto car il a frappé et rendu sourd un jeune de là-bas. Il a vécu avec son frère Tracker jusqu'à tout récemment, mais celui-ci a eu un job dans une autre ville. Il arrive à Degrassi après avoir redoublé sa cinquième. C'est ici qu'il va rencontrer sa première petite amie, Emma, dans la saison une. Ils vont ressortir ensemble dans la saison 2 (pendant le mariage des parents d'Emma). Mais dans la saison 3 Sean recommence à avoir de mauvaises fréquentation, pour impressionner son nouveau groupe d'amis, Sean va voler l'ordinateur du beau-père d'Emma. Dans cette saison Sean sortira avec une fille de cette bande. Dans la saison 4, Sean sort avec Ellie et ils vont habiter ensemble après le départ de son frère. Après la fusillade (et sauver la vie d'Emma) Sean est perdu et retourne vivre avec ses parents. Il revient dans la saison 6 mais il se fait renvoyer après que la Directrice a découvert de la drogue dans son casier. Pour se venger Sean va proposer à Peter un rallie mais il va aller un peu de temps après en prison après avoir renversé un piéton. Emma va tout faire pour le faire sortir de prison et ils vont ressortir ensemble.En saison 7 il est appelé pour faire son service militaire en Afghanistan.

- Ashley Kerwin : dans la première saison, c'est une fille en or, présidente du conseil des élèves et autoproclamée responsable des tendances mode à Degrassi. Elle est belle, elle est première de sa classe, et elle sort avec le garçon le plus mignon de Degrassi (Jimmy). À court terme, sa perfection peut être accablante. Ce qui énerve constamment son demi-frère Toby, un spécialiste de l'informatique qui entre en cinquième et qui est déterminé à saper son autorité à tout bout de champ. Ash est déterminée à faire de la Terre un monde meilleur. À la fin de la première saison, elle va prendre de l'ecstasy et dire ce qu'elle pense de Jimmy et Paige, ce qui mettra fin à sa relation avec Jimmy et son amitié avec Paige. Elle en a marre qu'on la prenne pour « Miss Parfaite et ennuyeuse ». Elle va donc changer de style dans la deuxième saison et va devenir gothique (comme Ellie sa nouvelle amie). Elle va ensuite sortir avec Craig dans la troisième saison et va encore changer de look pour un style plus « rock ». Mais elle va beaucoup souffrir car Craig va la tromper en sortant avec Manny. Dans la saison 4, Ash va ressortir avec Craig et à la fin de cette saison, elle s'en va en Angleterre car Craig a quelques petits problèmes mentaux, et va avoir un nouveau petit ami anglais. Elle revient juste à temps pour la remise des diplômes. Dans la saison 6, elle ressort avec Jimmy.En saison 8, on apprend que Craig son ex déménage à Los Angeles et qu'Ashley reste en Europe.

- Craig Manning: intelligent, drôle, Craig a vécu jusqu'à son arrivée à Degrassi avec un père qui le battait et qui est maintenant mort. Comme sa mère est également décédée, il vit avec le père de sa demi-sœur Angela. Il est sorti avec Ashley mais celle-ci s'est rendu compte qu'il la trompait avec une autre, Manny. Cette dernière l'a laissé tomber le même jour qu'Ashley car il lui mentait à elle aussi. Un peu après leur séparation, Manny se rend compte qu'elle est enceinte de lui mais avorte alors que celui-ci voulait fonder une famille avec Manny à 15 ans. Maintenant, il passe la majeure partie de son temps à jouer avec sa guitare (dans un groupe de rock à succès, avec Jimmy, Marco et Spinner). Dans la saison 4, il ressort avec Ashley, qui le quitte pour l'Angleterre ensuite il est diagnostiquer bipolaire. Dans la saison 5, ne sortant plus avec Ashley, il se sent très attiré par Manny et Ellie mais c'est Manny qui l'emporte et ils ressortent ensemble. Dans la saison 6, il tombe très amoureux d'Ellie et c'est réciproque. Seulement, il tombe sous l'emprise de la drogue. Dans le Film Degrassi Goes Hollywood il rompt avec Ellie et sort avec une fille nommée Yvette.

- Emma Nelson : rebelle en herbe, Emma déborde de passion et d'une assurance logique, que certaines personnes trouvent quelque peu intimidante. Elle a un style vestimentaire alternatif et une coiffure unique qui change selon son humeur. Elle a de très bonnes notes, surtout en rédaction et en multimédia. L'environnement et les droits des animaux sont les obsessions récurrentes d'Emma. Mais son individualisme lui pose souvent problème (surtout quand elle refuse obstinément d'écouter tout point de vue opposé au sien). À la première saison, Emma tombe amoureuse de Sean. Puis, Sean l'invite à sortir. Dans la deuxième saison, après une série d'obstacles, ils s'embrassent, pour ensuite rompre dans la troisième saison… Emma s'intéresse actuellement à Chris, un DJ qui l'a approchée et avec qui elle va sortir mais ce dernier possédant déjà une petite-amie ils se voient donc en cachette. La relation avec Sean reste plutôt amère. Dans la saison 5, elle sort avec le beau Peter (fils de la principale du Collège) et commence à souffrir d'anorexie, ce qui va l'amener à l'hôpital. Quand Sean revient, elle se sent à nouveau très attirée par lui et ils ressortent ensemble. Seulement Sean décide de partir à l'armée et elle doit se résoudre à tourner la page. Dans la saison 7, elle sort avec Damian, un élève de Lakehurst qui la trompera avec Liberty. À la fin de la série, elle se marie avec Spinner après qu'ils sont tombés amoureux dans un casino aux Chutes du Niagara

- Jimmy Brooks : grand, mince, fort et mignon, Jimmy est l'un des athlètes junior les plus en vue de Degrassi (et le petit ami de la fille la plus en vue de Degrassi, Ashley dans la première saison). Fils unique de parents très riches et très absents, Jimmy n'a jamais eu à lutter pour quoi que ce soit dans la vie. Il a du talent dans tous les sports qu'il essaye, mais il est surtout doué au snowboard (planche à neige, au Québec) et au basket-ball. Obtenir l'attention de ses parents n'est pas très facile, mais tous les enfants disent que Jimmy est l'élève le plus chanceux de Degrassi, alors il se dit que ça doit être vrai. C'est un garçon cool qui a tout ce qu'il veut dans la vie (dont une collection entière de vêtements et d'équipement de basket dernier cri). Mais dans son for intérieur, Jimmy craint que la vie ne soit peut-être pas toujours si facile… dans la saison 3, il sort avec Hazel, qui le laissera tomber lorsqu'il se rapprochera d'Ellie, pour qui il éprouve des sentiments confus. Lors de la fusillade à Degrassi, Rick lui tire dessus et Jimmy perd l'usage de ses jambes. C'est ce qui gâchera son amitié avec Spinner. Ils ne se réconcilieront qu'à la toute fin de la cinquième saison. Jimmy rencontre cependant Trina en rééducation et s'entend mieux avec elle qu'avec Ashley, car elle comprend ce qu'il ressent. Ashley le laisse pour partir en tournée en Europe avec Craig, puis Jimmy officialise sa relation avec Trina.

- Hazel Aden : elle n'est pas simplement l'amie de Paige mais beaucoup plus. Elles sont toujours ensemble, toujours pareilles (bien qu'Hazel soit plus tranquille que Paige), elle est également une des filles les plus populaires de Degrassi. Elle va même sortir avec le beau Jimmy à la fin de la troisième saison. Au tout début de la série, Hazel cachait ses origines musulmanes car dans son ancienne école, deux filles l'avait frappée à cause de sa religion. Elle faisait croire aux autres qu'elle était Jamaïcaine, alors qu'elle est somalienne, née à Mogadiscio.

- Marco Del Rossi : superbe et gentil garçon que tout le monde aime avec ses vêtements à la mode et sa sympathie. Après être sorti avec la jolie Ellie et avoir cherché ce qu'il préférait vraiment, il s'est rendu compte qu'il aimait les garçons. Depuis la troisième saison, Marco sort avec Dylan (le frère de Paige) mais il est terrifié à l'idée que son père découvre qu'il est homosexuel et limite son secret à sa mère et à un petit cercle d'amis (comprenant naturellement Jimmy, Ellie, Craig et Spinner). Par la suite il vivra en colocation avec Dylan, Paige et Ellie jusqu'à ce que Dylan parte en Suisse faire du hockey sur glace il reviendra à Degrassi en tant que prof tuteur.

- Elleonor « Ellie » Nash : Ellie a toujours eu un style rock/gothique. Elle a aidé Marco et Ashley à trouver leur propre personnalité. Mais derrière cette fille au grand cœur se cache une souffrance, car la vie à la maison est très dure pour elle (son père n'est pas souvent chez lui à cause du travail et sa mère est alcoolique). Quand elle n'allait pas bien, elle se mutilait (se coupait avec un compas). Mais grâce à Paige, elle va obtenir de l'aide pour ça et va arrêter de se mutiler. Elle va même avoir une relation avec Sean. Mais il quitte Degrassi et alors, elle a un penchant pour Craig, bien qu'il ne la considère que comme une simple amie. Elle décrochera un emploi en tant que journaliste et aura un béguin pour son patron.

- James Tiberius « J.T » Yorke : de son vrai prénom James Tiberius (comme le Capitaine Kirk de Star Trek), c'est le clown de la classe, grâce au sens de l'humour tordu qu'il exploite (soit en attirant l'attention sur lui soit en se sortant de situations difficiles). Cela lui fait perdre du temps dans ses devoirs. Il s'en fiche bien qu'il croit être destiné à devenir millionnaire du showbiz. Mais dans le fond, JT cache une solitude qui vient du fait qu'il est le fils d'alcooliques. Il cache son embarras par de l'humour et prépare toujours un spectacle. Il est déterminé à ce que personne ne sache la vérité sur sa vraie vie, même pas ses meilleurs amis. JT est sans cesse « harcelé » par Liberty qui a flashé dessus depuis la saison 1 mais il trouve le repos avec la sulfureuse et sexy Manny (une fois qu'elle est passée du look gamine à un look plus provocateur) avec qui il va sortir peu de temps. Dans la saison 4, à la plus grande joie de Liberty, il sort avec elle et celle-ci tombe enceinte de JT dans la saison 5 et décide de garder l'enfant. Pour pouvoir gagner de l'argent pour acheter un appartement pour vivre avec Liberty, JT fait deux jobs. Le premier, il aide un pharmacien et le deuxième, il vend de la drogue à un copain de Jay. Liberty l'apprend et quitte JT. Celui-ci est désemparé et prend une grande dose de drogues ce qui entraine une overdose. Quand Liberty apprend que J.T a fait une tentative de suicide elle décide de faire adopter l'enfant. Dans la saison 6, JT prétend être obsédé par Liberty mais sort finalement avec Mia (une nouvelle) qui a déjà un enfant. Dans le onzième épisode de la saison six, JT se rend dans une fête où il a une altercation avec des élèves de Lake Hurst, une école ennemie de Degrassi. Dehors, un garçon poignarde J.T qui mourra quelques heures plus tard à l'hôpital.

- Terri McGreggor : l'acolyte de Ashley Kerwin (au moins, elle s'est convaincue que c'est ce qu'elle est). En fait, Terri est une jolie fille qui a juste besoin de patience pour se débarrasser de ses joues de bébé et de ses kilos en trop. En même temps, elle est obsédée et complexée par son physique. Au fur et à mesure de la série, elle réalise qu'elle a des atouts que Paige et tous les clones de Britney Spears n'ont pas, comme une voix impressionnante lorsqu'elle chante. Elle va alors lentement mais sûrement sortir de sa coquille. Terri vit avec son père, et bien qu'il ait fait de son mieux pour jouer le rôle d'un père et d'une mère pour elle depuis que sa mère est morte il y a quelques années, elle ressent encore douloureusement cette perte. Son père est contremaître dans une usine et l'un des immigrants de la première génération d'origine irlandaise Au cours de la troisième saison, elle tombe amoureuse de Rick, mais celui-ci la frappe et la fait tomber dans le coma. Après cela Terri décide de changer de collège.

- Toby Isaacs : petit et asthmatique, le corps de Toby ne correspond pas encore à son cerveau qui est intelligent, rapide et légèrement tortueux, surtout quand on parle de sa nouvelle « demi-sœur » Ashley. Bien que le divorce de ses parents ait été difficile, il est soulagé qu'ils ne soient plus mariés (ils ne peuvent pas se battre quand ils ne sont pas ensemble). Et bien que vivre avec Ashley soit un inconvénient majeur, la vie avec la petite amie de son père n'est en fait pas si désagréable. Toby craque désespérément pour Emma qui le voit plus comme un frère que comme un petit ami potentiel. Toby est un pro de l'ordinateur, et il est toujours au courant des derniers jeux. Dans la saison 2, il sort avec la sœur adoptive de Spinner qui lui avait promis de lui casser la gueule au début de leur relation (jusqu'à la saison 3). Il passera du temps avec Liberty après la mort de son meilleur ami JT.

- Liberty Van Zandt : d'une année plus jeune que tous ses amis, Liberty a sauté la sixième, ce qui en fait une intruse parmi les élèves de Degrassi. Sa compétitivité enragée et sa détermination ne l'aident pas. C'est une plaie irritante pour tout le monde. Et bien qu'elle fasse beaucoup de tâches ingrates à Degrassi (elle fait partie de tous les comités, édite le journal de l'école, et est la secrétaire de la Présidente du conseil des élèves Ashley), ses camarades voient son ambition aveugle pour ce qu'elle est. Elle est issue d'une famille d'avocats et évidemment une créature bizarre mais soignée. Liberty va sortir avec J.T à partir de la saison 4 et elle va tomber enceinte de celui-ci dans la saison 5. Après que J.T a fait une tentative de suicide elle décide de faire adopter l'enfant et ils rompent. Dans la saison 6, J.T se fait poignarder dans la rue et décède quelques heures plus tard, Liberty reste traumatisée par cet événement car ce soir là, J.T lui avait avoué ses sentiments pour elle.

- Jason « Jay » Hogart : le « méchant garçon », aussi nommé Boomer. Toujours à l'affût d'un coup tordu, il ne manque pas une occasion d'entraîner Spinner ou Sean dans ses virées alcoolisées. Cependant, sous le blouson noir se cacherait-il un cœur tendre ? Il sort avec Alex mais la trompe avec un nombre gigantesque de filles (avec lesquelles ça ne dure que quelques soirées mais qui reçoivent un bracelet en échange d'une fellation!), parmi lesquelles la meilleure amie d'Alex (qui est sortie avec Sean) ou encore Emma ! Jay a une MST qui n'est heureusement pas mortelle mais qu'il va transmettre à plusieurs filles de Degrassi, dont Emma. C'est comme ça qu'Alex va découvrir que Jay la trompe. Il tombe amoureux de Manny et le couple simule un faux mariage afin de plaire à la famille Santos. Cependant Jay mentira à sa prétendue fiancée en racontant qu'il venait d'une famille maltaise endettée et leur idylle sera donc gâchée.

- Darcy Edwards : Darcy fait partie de l'équipe de pom-pom girl menée par Paige. On la voit plus dans la saison 5, elle fait partie du « club de l'amitié » et commence sa nouvelle relation avec Spinner. Dans la 6e saison, les choses se compliquent. Elle devient capitaine de l'équipe de pom-pom girls avec l'aide de Manny (chorégraphe de l'équipe). Elle est propriétaire d'un blog avec des photos « compromettantes » prises par Peter de elle et Manny. Quelques épisodes plus tard elle commence à sortir en cachette avec Peter. Quelques épisodes suivant, lors d'une fête, Darcy laisse son verre d'alcool de côté et quelqu'un y introduit un produit en cachette ce qui a eu pour effet de droguer Darcy. Darcy dans un état où elle n'est presque plus consciente et se fait violer par un violeur en série. Plus tard, elle essayera de se suicider, mais elle sera sauvée par Manny. Elle part en Afrique afin d'aider les plus démunis et ne reviendra pas.

- Holly J. Sinclair : Holly J. fait partie de l'équipe des meneuses de claques de Degrassi et elle vient de Lake Hurst. Elle prend tout le monde de haut et se comporte comme si elle était supérieure à tout le monde mais elle va se révéler finalement gentille et prête à tout pour ses amis, plus tard dans la série. Malgré les apparences, c'est quelqu'un qui se sent seule et va d'ailleurs demander à Toby de sortir avec elle, mais celui-ci refusera. Elle va ensuite vivre une longue relation avec Declan mais celle-ci s'arrêtera quand il décide de rester à New-York. Holly J est la meilleure amie de Fiona. Elle tombe malade et découvre qu'elle a été adoptée et que seulement un rein de sa mère biologique pourra la sauver. Finalement elle guérie et va à Yale.
- Michalchuk Paige : Malgré sa popularité, Paige est quelqu'un qu'on peut qualifier de "peste". Cependant, après son viol par Dean dans la saison 2, son caractère change radicalement et elle devient plus sensible et réceptive aux autres. Elle sort avec Spinner pendant deux ans, mais ne réussit pas à surpasser le souvenir de son viol et le quitte quand il s'intéresse à Manny, dont elle est jalouse. Elle se rapproche ensuite d'un professeur et met fin à sa carrière, puis à leur relation. Elle se cherche alors car ses sentiments pour Alex sont confus. Elles tentent plusieurs fois une relation, mais c'est plus douloureux qu'autre chose. Serveuse au Dot, puis au cinéma, Paige commence à s'intéresser à la mode quand Spinner et Jimmy, ses amis, ouvrent une boutique. Elle trouve alors un boulot d'assistante à la place de ses études, qui la stressent.

## Personnages (Saisons 10-14)
- Clare Edwards : Introduite dans la saison 6, Petite sœur de Darcy, Clare est l'intelligente et la sensible. À son entrée à Degrassi, elle portait toujours un uniforme mais l'a plus tard, laissé tombé. Elle sortait avec K.C mais celui-ci l'a laissé tombé pour être avec Jenna. Dans la saison 10, elle sort avec le mystérieux Eli. Dans la saison 11, elle sortait avec Jake jusqu'à ce que sa mère et le père de Jake se marie. Elle est ensuite retournée avec Eli. Dans la saison 13, elle apprend qu'elle a le Rhabdomyosarcome (cancer). Clare est passionnée par le journalisme. Elle est actuellement la vice-présidente de Drew après avoir perdu les élections. Clare couche avec Drew et tombe enceinte. On découvre plus tard que le père du bébé est en fait Eli.

- Eli Goldsworthy : Dans la saison 10, Eli est un mystérieux gothique qui vient d'arriver à Degrassi. Lui et Clare développent très vite des sentiments et ne vont pas tarder à sortir ensemble. Eli est ensuite entraîné dans un conflit avec Fitz. Lorsqu'il avait presque empoisonné Fitz avec du poison dans sa boisson, celui-ci fait semblant de le poignarder. Fitz est ensuite expulsé de Degrassi. Devenant trop étouffant, Clare rompt avec lui et il écrase Morty, sa voiture. Dans la saison 11, il est révélé qu'Eli est bipolaire après qu'il a vraiment mal réagi à la nouvelle relation de Clare avec Jake. Dans la saison 12, Eli est désormais sous traitement et se remet avec Clare qu'il considère comme son âme-sœur. C'est lui qui découvre le corps de Cam après son suicide et reste profondément marqué. Il prend notamment de l'extasy pour oublier ce traumatisme mais arrête à la demande de Clare. Il obtient son diplôme et est accepté à NYU. Dans la saison 13, il passe son été aux côtés de Clare qui a le cancer. Il est aussi présent lors de l'enterrement de son meilleur ami, Adam Torres. Lors d'un retour en ville, il avoue à Clare qu'il l'a trompé avec une fille de sa fac et elle lui pardonne. À la fin de la saison, il héberge Claire en week-end à New York et lui dit qu'il aime toujours depuis leur rupture. Dans la saison 14, il est d'abord très choqué en apprenant que Clare porte l'enfant de Drew mais continue de l'aimer quand même. Lorsque l'enfant se révèle être le sien, il revient en ville et travaille au Dot. Il soutient ensuite Clare à la perte du bébé. Lors de la remise de diplôme de Clare, il est présent et ils s'en vont ensemble pour New-York.

- Fiona Coyne : Introduite dans la saison 9, Fiona est la jumelle de Declan et vient d'arriver à Degrassi. Elle est riche et manipulatrice au début et elle détestait Holly J à cause de sa relation amoureuse avec son frère. Elle n'hésite pas à embrasser son propre jumeau ! Dans la saison 10, il est révélé que Bobby, son petit-ami, l'agresse et elle tombe dans une grosse déprime, ce qui la fait sombrer dans l'alcool. Elle se réconcilie avec Holly J et elles deviennent mêmes des meilleures amies. Fiona découvre ensuite qu'elle développe de l'affection pour son amie. Elle sort pendant un court moment avec Adam avant qu'il découvre que Fiona sort avec lui que lorsqu'elle boit de l'alcool. Elle sort ensuite avec Imogen jusqu'au dernier épisode de la saison 12 car Imogen répète sa dernière année et ne veut pas empêcher Fiona de réaliser ses rêves. Elle est partie travailler en Italie avec Frederico Cavalieri, un designer très connu dans le milieu de la mode.

- Andrew « Drew » Torres : Introduit dans la saison 10, Drew est un joli garçon. lorsqu'il fait son entrée à Degrassi, il sort très vite avec Alli Bhandari. Il la trompe ensuite avec Bianca DeSousa et lorsqu'Alli l'apprend, elle est furieuse. De retour à Degrassi après les vacances, il voit sa réputation diminuer car tout le monde sait ce qui s'est passé avec Bianca. Dans la saison 11, il sort avec Bianca mais après un concert, un ancien ami de Bianca, Anson, essaie de la violer mais Drew arrive et se bat avec lui. Bianca le tue ensuite avec une brique pour se défendre. Mais lorsqu'on recherche le coupable, Bianca a échappé son bracelet (avec son nom écrit dessus) dans cette ruelle et c'est un gars dans la gang d'Anson, dénommé Vince trouve le bracelet et fait chanter Drew, et Bianca. N'en pouvant plus de cette situation, Drew rompt avec Bianca pour sortir avec Katie. À cause de la brutalité du gang de Vince, Drew développe des problèmes de stress et de perte de mémoire, ce qui le fait décrocher de l'école pendant un moment. Dans la saison 12, il reprend avec Bianca et ils se sont même fiancés. Parce que Drew avait lâché l'école pendant un moment, il doit répéter sa dernière année. Grâce à Bianca, il est devenu le nouveau président de l'école et c'est Clare sa vice-présidente. À la mort d'Adam, Drew en veut beaucoup à Becky la croyant responsable de la mort de son frère mais il lui pardonne en souvenir de l'amour qu' Adam portait à Becky. Bianca et lui sont séparés car celle-ci est à l'université pendant que Drew reprend sa dernière année. Lorsqu'elle revient en ville, elle rompt avec lui. Drew a ensuite une relation sexuelle avec Zoë alors qu'il est sous l'effet de la drogue. Dallas l'aide à régler son problème de médicament. Il sort ensuite avec Becky mais apprend que Claire est enceinte. Il pensait l'enfant de lui, mais il s'avérera être celui d'Eli.

- Katie Matlin : À ses débuts dans la saison 11, Katie avait l'attitude plutôt vache, surtout lorsqu'elle avait refusé froidement le poste de journaliste à Clare. Au fil des saisons, elle se montre plus douce et généreuse et est là pour ses amis. Elle sort au début avec Drew mais après qu'il redéveloppe des sentiments pour Bianca, celui-ci rompt avec elle. Pendant une fête, Katie essaie de reprendre avec Drew, soûle, et elle perd sa virginité avec lui. Un peu plus tard, Katie sort avec Jake mais il rompt avec elle dans la saison 12 car elle voulait coucher avec un patron pour avoir du travail, à Las Vegas. Katie est la grande sœur de Maya Matlin et elle montre qu'elle est une sœur dévouée et protectrice envers Maya. Lorsqu'elles apprennent la mort de Campbell Saunders, Katie se montre protectrice envers Maya qui n'arrive toujours pas à accepter la mort de son petit-ami.

- Adam (né Gracie) Torres : Adam est un transgenre. Il est né physiquement dans un corps de fille. Lorsqu'il venait d'arriver à Degrassi, il ne voulait pas que personne ne sache sa situation mais lorsqu'il devient intéressé par Bianca, celle-ci ne tarde pas à découvrir son secret et elle le dit à tout le monde. Un jour, Owen et Fitz l'ont obligé à uriner debout comme les gars et lorsqu'Adam a refusé, ils l'ont lancé à travers la vitre. Un peu plus tard, il va sortir avec Fiona mais il constate que Fiona est intéressée par lui seulement lorsqu'elle boit de l'alcool. Malgré sa petite dispute, il se lie d'amitié avec son coanimateur de la radio de l'école, Dave. Il se fait toucher par une balle perdue au bal de promo. Adam est pris pour un mec gay, par Tori et Tristan veut sortir avec lui. Après avoir rencontré Becky, ils deviennent amis, puis un couple. Dans la saison 13, après que Becky le laisse tomber, il conduit en envoyant un SMS à Becky en disant Becky, je t'aime avant de rentrer dans un arbre.Il meurt quelques heures après à l'hôpital.

- Alliah « Alli » Bhandari : introduite dans la saison 8, Alli est la sœur cadette de Sav et la meilleure amie de Clare Edwards. Elle se rebelle contre son éducation musulmane conservatrice. Elle développe un béguin pour Johnny et lui demande de sortir avec elle. Il la rejette dans un premier temps, puis sort avec elle plus tard. Elle crée le groupe "Je déteste Holly J." sur Facerange, ce qui lui crée des problèmes avec les parents de cette dernière et la police. Elle rompt avec Johnny après que celui-ci a envoyé des photos d'elle nue à Bruce. Elle devient jalouse de Jenna quand celle-ci devient amie avec Clare, mais les trois deviennent amies jusqu'à ce que Jenna vole KC de Clare. Dans la saison 10, Alli développe un béguin pour Drew et ils finissent par sortir ensemble, mais ils se séparent car il l'a trompé avec Bianca. Après cette plainte à ses parents, elle décide de tous ses problèmes sont dus aux garçons et elle est transférée dans une école de filles. Après une dispute avec Sav, Alli s'enfuit pour retrouver Johnny. Elle finit par rentrer d'elle-même chez elle. Durant l'été, elle embrasse Jake l'ex petit-ami et le beau-frère de Clare, et cela fin à leur amitié, jusqu'à ce que Clare ait besoin de son aide pour écrire le journal de l'école. Elle et Dave se remettent ensemble. Elle est acceptée au MIT et doit être diplômée un an plus tôt que sa classe et doit se concentrer sur ses études: elle n'a pas le temps pour Dave. Dans la saison 12, Alli développe des sentiments pour Dallas, malgré le désaccord de Clare. Lorsqu'elle voit que Dallas est méchant envers Cam, elle le rejette et essaie de l'aider. Malgré ses encouragements et ses conseils, Cam s'est suicidé, elle se sent coupable. Dallas rejette la faute sur elle au début mais il s'excuse et il décide d'aller voir la psy. Elle embrasse Lola par accident devant Dallas et s'excuser à Dallas . Ils sympathisent et s'apprêtent à sortir ensemble jusqu'à ce qu'Alli apprenne que Dallas a un fils, Rock, et que Rock est sa priorité. Dans la saison 13, dans son voyage à Paris, elle rencontre et sort avec un Français du nom de Léo. Celui-ci démontre des petits gestes brutaux envers Alli et quand il vient s'installer au Canada pour la rejoindre il la frappe en premier dans une ruelle et par la suite il la bat littéralement un peu plus tard dans sa voiture. Alli a alors de multiples plaies et un bras cassé. Dans la saison 14 elle sort avec Dallas.

- Rebecca « Becky » Baker : introduite dans la saison 12, Becky est issue d'une famille chrétienne conservatrice, et elle a une grande passion pour le théâtre. Elle est la sœur de Luke. Becky se lie d'amitié avec Jenna, en dépit de leurs différences. Becky et Eli font équipe pour écrire une pièce de théâtre, mais quand Eli change "Roméo et Juliette" en "Roméo et Jules», elle quitte le projet. Elle proteste contre cette idée, mais devient finalement amie avec Tristan et Adam. Becky sort avec Adam, malgré le désaccord de ses parents. Pendant des vacances en Floride, elle flirt avec un autre garçon ce qui crée une brève séparation entre elle et Adam. Au moment où elle s'excuse, Adam fait un grave accident de voiture en regardant son texto, ce qui lui cause sa mort. Quelques mois plus tard elle sort avec Drew le frère d’Adam. C'est elle qui dénonce son frère Luke après que celui-ci est violé Zoë a une fête. Ses parents lui en voudront et pour cette raison, elle refuse l'entrée de Zoë dans le Power Squad. Elle se casse la jambe lors d'une performance de l'équipe après avoir appris que Drew est le père du bébé de Clare. Elle rompt avec Drew et se met en couple avec Jonah.

- Bianca DeSousa : introduite dans la saison 10, Bianca est une fille méchante, elle est perçue comme une peste. Elle boit et a un casier judiciaire. Elle vend de la drogue, et vend des pilules pour maigrir à Jenna. Elle allume Drew, provoquant la jalousie de Alli. Ils finissent par sortir ensemble, au grand dam de sa mère. Dans la saison 11, un de ses ex petit-ami, Anson, la traque et tente de la violer. Drew et Lola tentent de la sauver, et Bianca finit par tuer Anson. Un membre du gang de Anson, Vince, envoie des menaces à Drew et Bianca, si Drew raconte pas aux représentants de la loi qu'il a tué Anson. Drew met alors fin à sa relation avec Bianca. Bianca obtient de meilleures notes, affirmant qu'elle a changé, et devient une meilleure personne. Drew veut revenir avec Bianca, mais reste finalement avec Katie . Même si elle découvre qu'il a perdu sa virginité avec Katie, Bianca redevient quand même sa petite amie, puis sa fiancée. Sous la pression de ses nouveaux amis de la fac, elle rompt ses fiançailles avec Drew lors d'un retour éclair à Thanksgiving.

- Campbell « Cam » Saunders : présent que dans la saison 12, Cam est un prodige en hockey. Il est le numéro 67 de l'équipe de hockey de Degrassi, les IceHounds. Il développe des sentiments pour Maya. Il a trop de pression au hockey (il devient une star prodige à seulement 15 ans, ce qui fait de lui le plus jeune de son équipe) alors qu'il déteste ce sport, ce qui l'amène à la dépression. Il saute du balcon de la cafétéria et se casse le bras. Maya rompt avec Cam et embrasse Zig. Elle retourne vite vers Cam mais ne lui parle pas de Zig. Elle raconte finalement ce qui s'est passé avec Zig. Au retour des vacances, Cam craint que Maya retourne vers Zig. il donne un violent coud de coup à Zig dans l'œil, ce qui vaut à celui-ci un œil-au-beurre-noir. Maya se met en colère contre Cam. Ensuite, dans un élan de colère, il jette son sac sur un bureau et frappe celui-ci. Alli le trouve et lui donne des conseils. Cam et Maya se remettent ensemble. Ils passent une dernière nuit ensemble et le lendemain, Cam invite Maya à sortir. Alors qu'il l'attend, Zig vient lui parler, il le traite de Psychopathe, et lui demande de sortir de leurs vies, pour toujours. Quand Maya arrive, Cam n'est plus là. Cam envoie Maya un SMS disant: «Je ne viens pas. Désolé. c'est fini." Cam se suicide juste après l'avoir envoyé. Son corps a été retrouvé par Eli dans la cabane du jardin de l'école.

- Connor Deslauriers : Introduit dans la saison 8, Connor est le filleul d'Archie « Snake » Simpson. Il a le syndrome d'Asperger. Il est le meilleur ami de KC et Alli. Il tombe amoureux de Clare, mais elle aime KC. Il est DJ. Il devient accro à un jeu de rôle en ligne, et tombe amoureux d'une femme d'âge moyen avec qui il joue. Ils se voient deux fois dans la vie réelle, en dépit des tentatives de Wesley et Dave pour le tenir à l'écart, jusqu'à ce qu'il se rende compte qu'ils ont raison. Il commence à voler les sous-vêtements de Miss Oh, Fiona, et d'autres filles de Degrassi, qui mène à le faire suspendre. Il se joint à l'équipe de football, et est taquiné par Mo, et ses autres coéquipiers. Il commence à sortir avec Jenna dans la saison 12.

- Mike « Dallas » Dallas : Introduit dans la saison 12, Dallas est le capitaine de l'équipe de hockey de Degrassi. Il vit avec Drew et Adam. Dallas est un intimidateur, et harcèle les filles de Degrassi. Il commence à traîner avec Katie, mais quand elle commence à sortir avec Jake, il devient jaloux, et détruit leur jardin. Dallas détruit la fête d'anniversaire de Clare et se bat avec Eli. Il commence à montrer un intérêt pour Alli. Il lui avoue plus tard que quand il avait 15 ans, il a eu un enfant, Rock, avec sa petite amie de l'époque, Vanessa. Avant la mort de Cam, lui et son équipe le taquinaient et se moquaient souvent de lui. Après sa mort, il se sent coupable et tente de se suicider lui aussi, après avoir beaucoup bu, mais il est arrêté par Fiona. Il flirte ensuite avec Alli jusqu'à ce que Rock ait une réaction allergique aux arachides et il lui avoue en même temps être son père. Après cet incident, Dallas dit à Alli que Rock est sa priorité et qu'il ne peut pas sortir avec Alli pour l'instant. Cependant, ils sortiront finalement ensemble dans la saison 14.

- David « Dave » Turner : Introduit dans la saison 9, il est le cousin de Chantay et le fils de l'officier Turner. L'objectif principal de Dave à Degrassi est de devenir populaire. Dans la saison 9, Bruce lui verse de l'urine partout dans son casier, puis Dave le menace. Il essaie de faire la paix avec Bruce, mais il jette un ballon rempli d'urine sur lui. Il est dans l'équipe de basket-ball et fait un tir gagnant qui le rend populaire. Il tente de sortir avec Jenna, mais elle lui dit qu'elle n'est pas intéressée. Elle accepte de faire semblant d'être plaquée par Dave devant l'équipe de basket-ball. Dans la saison 10, il développe des sentiments pour Alli, mais ils décident de rester amis car Alli est intéressée par Drew. Il forme un groupe avec Wesley et Connor, appelé « Les Trois Tenners », il est le chanteur. Il est d'abord gêné que son père soit un officier de police. Il sort avec Sadie mais a des sentiments pour Alli, qui provoque Sadie à rompre avec lui. Il finit par sortir avec Alli, mais il la trompe avec Jacinta, provoquant leur rupture. Dave re-sort avec Alli. Mais Jacinta tente de ruiner la relation de Dave et Alli en raison de son cœur brisé. elle se fait frapper par une voiture, ce qui rend Dave à se sentir coupable. Malgré cela, il sort toujours avec Alli, jusqu'à ce qu'elle devienne trop immergée dans le travail scolaire.
- Maya Matlin : Introduite dans la saison 11, elle est la petite sœur de Katie Matlin. L'objectif de Maya est d'intégrer l'orchestre national des jeunes talent en tant que violoncelliste. Zig l'invite au Dot le jour de la rentrée, ce qui provoque une bagarre entre elle et Tori, l'ex-petite amie de Zig. Elles deviennent plus tard amies et forment un trio avec Tristan. Dans la saison 12, elle sort avec Campbell Saunders de l'équipe de hockey mais elle lui demande de faire une pause. Elle fait partie du groupe "Whisper Hug". Tori rompt avec Zig après que Maya et lui se soient embrasés. Elle se remet avec Campbell et leur relation se termine lorsqu'il se suicide. Affectée par le décès de Cam, Maya se met à sortir mais arrête lorsque sa mère le découvre. Dans la saison 13, Maya fait partie du voyage à Paris où elle rencontre Zoë et Miles. Elle entame une relation tumultueuse avec Miles. Sa pire ennemie est Zoë Rivas et elle est exclue temporairement à cause d'une chanson souhaitant la mort de Zoë. À son retour, elle est en classe de rattrapage avec Zig. Elle décide d'héberger Zig chez elle après qu'il a été mis dehors et cela crée des tensions dans son couple avec Miles. À la fin de la saison, elle met un terme définitif à sa relation avec Miles. Dans la saison 14, Maya se remet en couple avec Zig et ce dernier est forcé de déménager de chez elle. Elle essaie par tous les moyens de le faire sortir de son trafic avec les gangs.
- Zigmund « Zig » Novak : Il arrive dans la saison 11. Il crée des tensions entre Tori, son ex-copine, et Maya mais finit par se remettre avec Tori. Il reste avec elle le reste de la saison. Zig est issu d'une famille pauvre et essaie de sortir d'un restaurant sans payer pour faire plaisir à Tori. Dans la saison 12, il est le chanteur principal du groupe WhisperHug. Il embrasse Maya alors qu'il est en couple avec Tori, ce qui entrainera leur rupture. Jaloux de lui, Campbell frappe Zig et se dispute avec Maya avant de mettre fin à ses jours. Dans la saison 13, Zig est en classe de rattrapage avec Maya à cause de ses absences. Il vend de la drogue pour un gang et l'aide à s'en sortir en l'hébergeant chez elle. Dans la saison 14, Zig sort enfin avec Maya et va vivre chez Tiny.
- Tristan Milligan : Introduit dans la saison 11, Tristan est le petit frère d'Owen et le meilleur ami de Tori. Tristan est ouvertement gay bien qu'il n'ait jamais embrassé personne. Complexé, Tristan essaie plusieurs détox pour perdre du poids et est victime d'une crise cardiaque à cause d'un régime trop excessif. Il usurpe l'identité de Maya pour se rapprocher de Campbell en ligne jusqu'à ce que ce dernier ne découvre la vérité. Dans la saison 12, Tristan obtient le premier rôle dans la pièce de théâtre de l'école aux côtés de Dave. Réticent à l'idée d'avoir son premier baiser avec Dave, il embrasse finalement Tori. Il a une brève idylle avec Fab, un étudiant brésilien qui fait du yoga. Dans la saison 13, il fait partie du voyage à Paris où il rencontre Miles. Ils s'embrassent sur un quai mais c'est sans suite puisque Miles a des vues sur la meilleure amie de Tristan, Maya. Il se lie plus tard d'amitié avec Zoë. Tristan entame une relation avec son professeur Mr Yates qui est dénoncée au principal par Maya, à la suite de quoi, Tristan met un terme à leur amitié. Ils se réconcilient lorsqu'on découvre qu'en réalité Yates avait essayé de sortir avec plusieurs de ses élèves. À la fin de la saison, Tristan embrasse Miles.
- Zoë Rivas : Introduite dans la saison 13, Zoe est une star de la série à succès "West Drive". Elle fait partie du voyage à Paris où elle sort avec Miles qui rompt avec elle à la fin du voyage. Au départ antipathique, Zoë ne s'entend avec personne à Degrassi surtout Maya de qui elle est jalouse pour sa relation avec Miles. Elle perd sa virginité avec Drew Torres alors qu'il est sous l'emprise de médicament. On découvre que c'est Zoë qui est à l'origine d'une page d'insulte contre Maya sur internet. Malgré tout, cela n'empêche pas Zoë de se lier d'amitié avec Tristan,le meilleur ami de Maya. Elle se rend à la fête de Miles chez lui où elle sera agressée sexuellement par Luke et Nale. Elle vit un procès difficile à l'issue duquel ses agresseurs sont reconnus coupables. Dans la saison 14, elle devient capitaine du Power Squad après la démission de Becky. Elle flirte quelque temps avec Zig mais sans suite car ce dernier aime Maya. Pour rassembler des fonds, elle et les filles de l'équipe vendent des photos dénudées et anonymes d'elles-mêmes sur internet. Quand le principal le découvre, l'équipe est dissoute.
- Miles Hollingsworth III : Introduit dans la saison 13, Miles est issu d'une famille riche. Il fait partie du voyage à Paris pendant l'été où il sort avec Zoë mais rompt finalement avec elle, n'appréciant pas sa méchanceté envers Maya. Il sort ensuite avec Maya mais leur relation connait des hauts et des bas notamment à cause de sa jalousie envers Zig. Miles entretient une relation chaotique avec son père depuis qu'il a découvert qu'il trompe sa mère. Il fait son maximum pour gâcher la campagne municipale de son paternel, ce qui entraîne également des disputes avec Maya. Lors de la fête organisée chez lui, il embrasse Zoë qui est ivre pensant que Maya vient de rompre avec lui. Lorsque Maya le découvre, elle met un terme définitif à leur relation. À la fin de la saison, il embrasse Tristan. Dans la saison 14, Miles continue de gâcher la campagne de son père en l'accusant d'être contre sa bisexualité. Il sort désormais avec Tristan.